# Матушкин, Алексей Алексеевич
Алексей Алексеевич Матушкин (14 [27] марта 1902, Некоузский район, Ивановская Промышленная область — 3 апреля 1975, Москва) — советский политработник, член Военного Совета нескольких флотов и флотилий, контр-адмирал (08.07.1945).

## Биография
Родился в 1902 году в деревне Ефаново, ныне Веретейское сельское поселение, Некоузский район, Ярославская область. Член ВКП(б) с 1926 года.
Красноармеец Петроградского губвоенкомата (11.1923—2.1924). Старшина, гл. старшина мотористов учеб. электростанции Школы мл. специалистов артиллерии БО (9.1924—10.1926), гл. старшина мотористов (10.1926—10.1929), ст. учитель (12.1929—2.1930) 1-й арт. бригады БО. Начальник клуба Кронштадтского военно-морского госпиталя (2— 9.1930). Политрук артиллерийской батареи (9.1930—5.1931), отв. секретарь партбюро (5—7.1931), военком д-на (7—10.1931; 4.1932—6.1933), инструктор оргпартработы (10.1931—4.1934) 1-й арт. бригады БО МСБМ. Ст. инструктор (7.1937—1.1938) ПУ РККА, военком (1.1938—8.1939), член Военного совета (8.1939—4.1940) АКФ, военком Балтийской ВМБ (4—10.1940), заместитель начальника Высшего военно-морского инженерного училища имени Ф. Э. Дзержинского по политчасти с октября 1940 года.
В Великую Отечественную войну вступил в прежней должности. Зам. начальника ПУ КБФ (7—9.1941), военком МОЛ и Озерного р-на (9—10.1941), Ленинградской ВМБ (10.1941—8.1942). Военком (8.1942), зам. ком-pa по полит. части (8.1942—7.1943) Главной базы ТОФ. В распоряжении Главного ПУ ВМФ (7—8.1943). Начальник ПО Главной ВМБ Черноморского флота (8—12.1943), член Военного совета Азовской ВФ (12.1943—4.1944), Дунайской ВФ с апреля 1944 года. «За умелое руководство боевыми операциями частей и кораблей флотилии, проявленные отвагу и мужество в боях за освобождение Братиславы и Вены» награжден орд. Ушакова II ст.
После окончания войны находился на прежней должности. С освобождением от обязанностей члена Военного совета Дунайской флотилии за неудовлетворительное руководство работой политорганов по политическому воспитанию личного состава находился в распоряжении ПУ ВМС (7—11.1947), зам. нач-ка штаба 4-го ВМФ (11.1947—10.1950), зам. нач-ка 5-го Упр. ВМС по полит, части (10.1950—4.1951). 1-й зам. председателя ЦК ДОСАФ (4—10.1951), зам. председателя по орг. массовой работе и пропаганде (10.1951—5.1953), по военно-мор. подготовке (5.1953—1.1957) ЦК ДОСААФ. С января 1957 года в запасе.
Делегат XVIII съезда ВКП(б).
Награжден 2-мя орденами Ленина (1945, 1949), 3-мя орденами Красного Знамени (1944 — 2, 1954), орденом Ушакова 2-й ст. (20.04.1945), орденом Отечественной войны 1-й ст. (1942) 2-й ст. (1945), именным оружием (1962). Иностранными орденами: болгарскими "За храбрость", "За боевые заслуги", венгерским "Венгерская свобода", чехословацким "В честь Словацского восстания", югославским "За заслуги перед народом" 1-й ст. (1946).  Почётный гражданин города Братиславы.
Умер в Москве в 1975 году.